# Ana María Machado

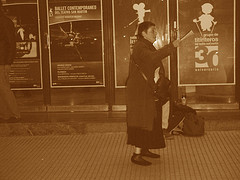
Ana María Machado.

Para a escritora brasileira, veja Ana Maria Machado.
Ana María Machado (província de Misiones, 24 de abril de 1936) é uma poeta argentina.
Vive em Buenos Aires desde os 2 anos de idade. É conhecida por vender seus livros diretamente aos leitores, na avenida Corrientes, em frente ao Teatro San Martín, tendo se tornado uma personagem marcante da cidade. Conhecida como la poetisa del san Martín, vendeu mais de 84 mil cópias do seu segundo livro, Natividad, que aborda temas políticos como os desaparecidos na ditadura argentina e a Guerra das Malvinas

## Obras
- 1966 - Bagaje de Vivencias (Instituto Amigos del Libro Argentino)[4]
- 1995 - Natividad